# 梅森維爾 (科羅拉多州)
梅森維爾（英語：Masonville）是位於美國科羅拉多州拉里默爾縣的一個非建制地區。該地的面積和人口皆未知。

## 地理
梅森維爾的座標為40°29′14″N 105°12′36″W / 40.48722°N 105.21000°W，而該地的平均海拔高度為1642米（即5387英尺）。